# آلفردو کاسیمیرو
آلفردو کاسیمیرو فوتبالیست بازنشسته پرتغالی می‌باشد که در پست هافبک بازی می‌کرد. وی هم‌اکنون به مربی‌گری مشغول است.
کاسیمیرو پس از برکناری کاستا از سمت مربی‌گری صنعت نفت آبادان، در تاریخ ۱۵ مهر ۱۳۹۱ رسماً به عنوان سرمربی این تیم انتخاب شد اما بعلت کسب نتایج ضعیف در تاریخ ۳۰ دیماه ۱۳۹۱ توسط هیئت مدیره تیم برکنار و پیش از پایان فصل جای خود را به دستیار خود علیرضا فیروزی داد.